# Darío Miranda
Miguel Darío Miranda Gollaz (León de Los Aldama; 10 de enero de 1947-23 de febrero de 2012) fue un futbolista mexicano que jugaba como portero.

## Clubes
| Club        | País   | Año       |
| ----------- | ------ | --------- |
| León F. C.  | México | 1968-1975 |
| Atlas F. C. | México | 1975-1977 |
| León F. C.  | México | 1977-1979 |

## Palmarés

### Títulos nacionales
| Título               | Equipo | País   | Año     |
| -------------------- | ------ | ------ | ------- |
| Copa México          | León   | México | 1970-71 |
| Campeón de Campeones | León   | México | 1970-71 |
| Copa México          | León   | México | 1971-72 |
| Campeón de Campeones | León   | México | 1971-72 |